# Tam tài đồ hội
Tam tài đồ hội (tiếng Trung Quốc: 三才圖會/pinyin: Sāncái Túhuì) là một bộ bách khoa thư do Vương Kỳ (王圻) cùng con trai của ông là Vương Tư Nghĩa (王思义) biên soạn vào năm 1607 và công bố vào năm 1609. Tác phẩm này được xem là tư liệu cho mọi hiểu biết của hậu thế về bối cảnh Trung Hoa dưới triều Minh và các nước lân cận đương thời.

## Mô tả
Bộ bách khoa thư chia làm 106 quyển (chương) về 14 chủ đề khác nhau:
1. Thiên văn [天文]: 01-04
2. Địa lý [地理]: 05-20
3. Nhân vật [人物]: 21-34. Tranh vẽ người Giao Chỉ xuất hiện ở trang 16-17, quyển 32.
4. Thời linh [时令]: 35-38
5. Cung thất [宫室]: 39-42
6. Khí dụng [器用]: 43-54
7. Thân thể [身体]: 55-61
8. Y phục [衣服]: 62-64
9. Nhân sự [人事]: 65-74
10. Nghi chế [仪制]: 75-82
11. Trân bảo [珍宝]: 83-84
12. Văn sử [文史]: 85-88
13. Điểu thú [鸟兽]: 89-94
14. Thảo mộc [草木]: 95-106

Nội dung của Tam tài đồ hội đã được quét kỹ thuật số bởi Thư viện Học thuật Kỹ thuật số Trung Quốc - Hoa Kỳ và lưu trữ trong một số cơ sở dữ liệu trực tuyến, bao gồm trang của Thư viện Học thuật Kỹ thuật số Trung Quốc và trang Kho dữ liệu Internet.